# 利珀科格爾山
46°43′55″N 14°29′55″E / 46.73194°N 14.49861°E

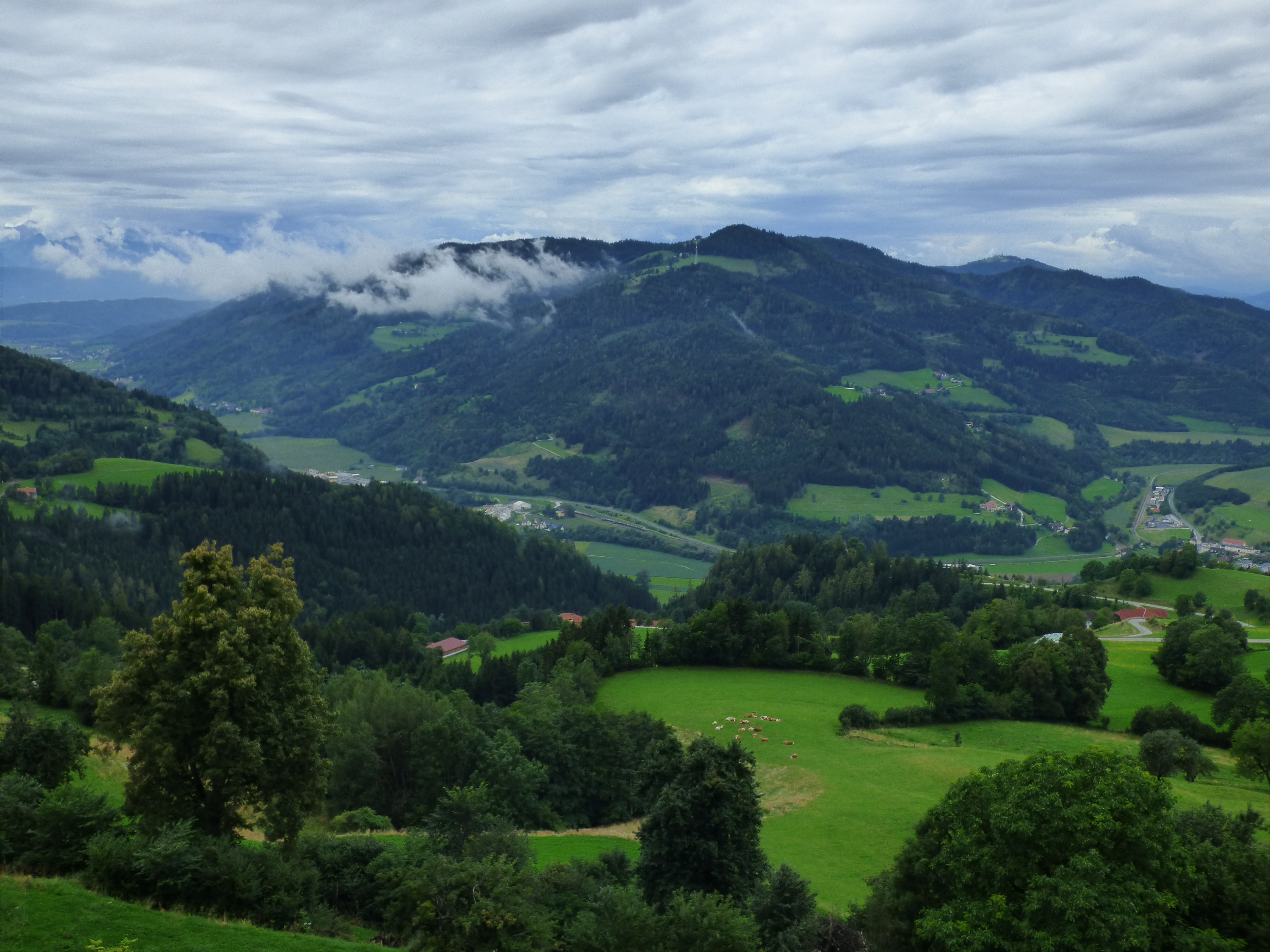

利珀科格爾山（德語：Lippekogel），是中歐的山峰，位於奧地利和斯洛文尼亞接壤的邊境，屬於拉萬塔爾阿爾卑斯山脈的一部分，海拔高度1,079米，每年平均降雨量1,827毫米。